# Дисдери, Андре-Адольф-Эжен
Андре́-Адо́льф-Эже́н Дисдери́ (фр. André-Adolphe-Eugène Disdéri, 1819 — 1889) — французский фотограф, который начал карьеру в качестве дагерротиписта, но вошёл в историю благодаря патенту на изобретение способа изготовления фотографий на визитных карточках, сделавшего его всемирно известным.

## Биография
В молодости Дисдери пробовал себя в ряде профессий, одновременно изучая искусство. Он начал карьеру фотографа в качестве дагерротиписта в Бресте в 1848 или 1849 году, но примерно в декабре 1852- январе 1853 года переехал в Ним, где сотрудничал с Э.Бойером и Ж.Лораном, занимавшимися химическими экспериментами в области фотографии. Через год после переезда в Ним Дисдери перебрался в Париж, где разработал и в 1854 году запатентовал «карт де визит» — фотоаппарат с четырьмя объективами, который делал восемь небольших фотографий размером 1,125×3,25 дюйма на «полной» фотопластинке формата 8,5×6,5 дюйма. Эти восемь фотографий, каждая из которых представляла собой визитную карточку размером 2,5 ×4дюйма, продавались примерно за 4 доллара, более чем вдвое дешевле того, что обычно запрашивали портретные фотографы за один полноразмерный отпечаток. Это был первый в мире патент на визитные карточки (недоступная ссылка с 08-09-2017 [2868 дней]). Дисдери также изобрёл двойную форматную камеру.
Технология Дисдери имела огромный успех и быстро распространилась по всему миру. По оценке одного немецкого туриста, студия Дисдери в Париже  «стала „Храмом фотографии“ — местом, уникальным по своей роскоши и элегантности. Ежедневно он [Дисдери] продаёт портреты [на сумму] от трёх до четырёх тысяч франков» . Изготовление недорогих фотографий в больших количествах привело к быстрому упадку
дагерротипии, а  также превратило визитные карточки в предмет коллекционирования. Огромным спросом стали пользоваться визитки знаменитостей, положившие начало культу «звёзд» в Европе и США. 
Великий французский фотограф Надар, который был конкурентом Дисдери, написал в автобиографической книге «Когда я был фотографом» (фр. Quand j'étais photographe), о появлении визитных карточек Дисдери: «Это означало катастрофу. Вам приходилось или поддаваться, то есть следовать тренду  — или уходить в отставку» .
На вершине своей карьеры Дисдери был чрезвычайно богатым и популярным, но с 1866 года спрос на визитные карточки его формата упал так же стремительно, как и рос вначале. Дисдери всячески стремился вернуть к жизни свой угасающий бизнес, пытался печатать фотографии на шёлке, на керамике, но его попытки не увенчались успехом — он стал жертвой собственного изобретения: массового изготовления дешёвых визитных карточек, и к концу жизни остался без гроша. Он умер 4 октября 1889 года в Париже в госпитале Святой Анны — приюте для «неимущих, алкоголиков и душевнобольных».

## Галерея

Фото Дисдери
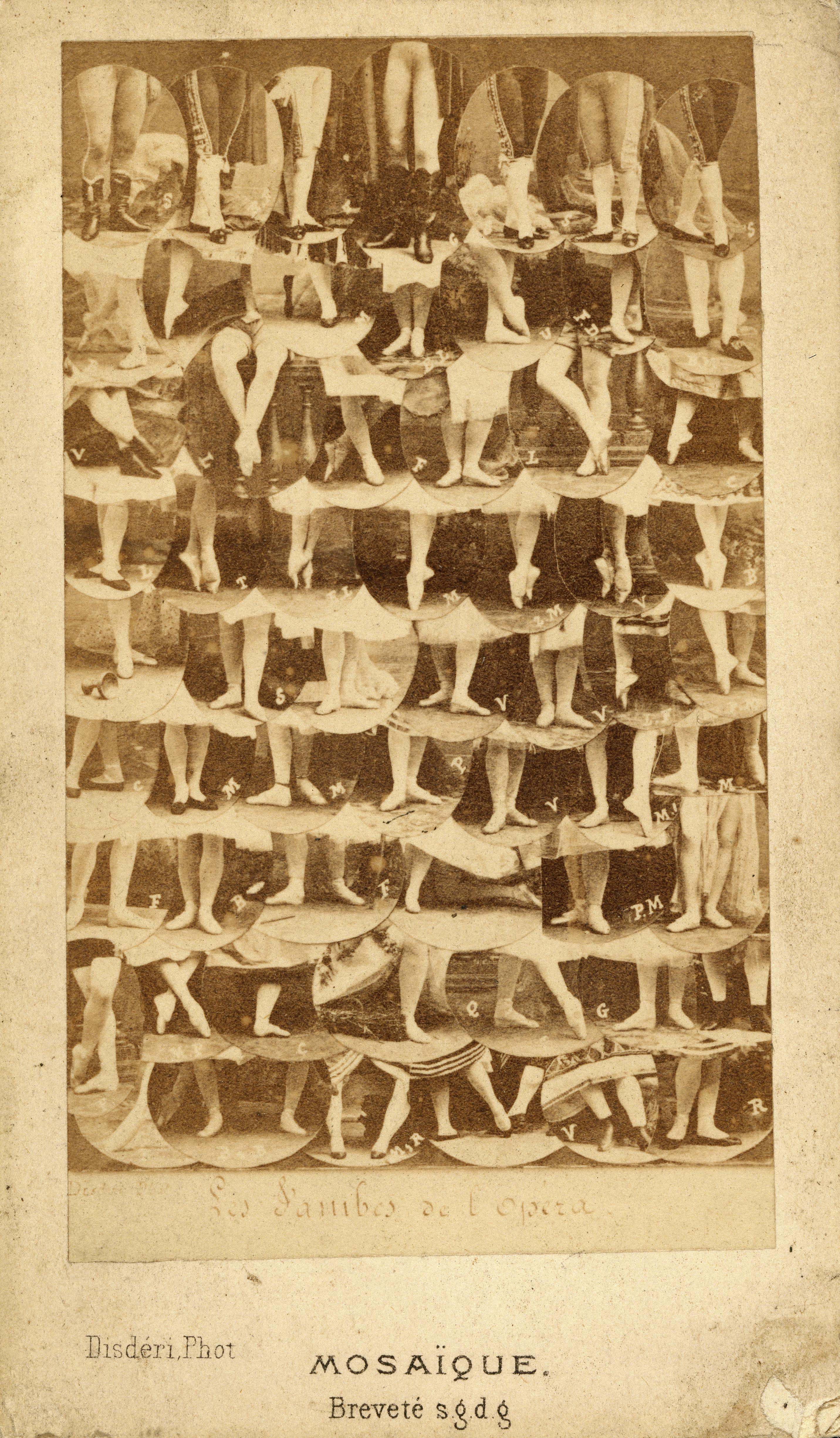
Ноги оперы (ок. 1862), Лос-Анджелес, Центр Гетти
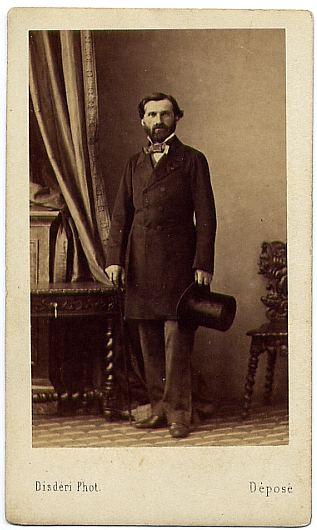
Фотопортрет Джузеппе Верди в формате визитной карточки. Париж, музей Орсе
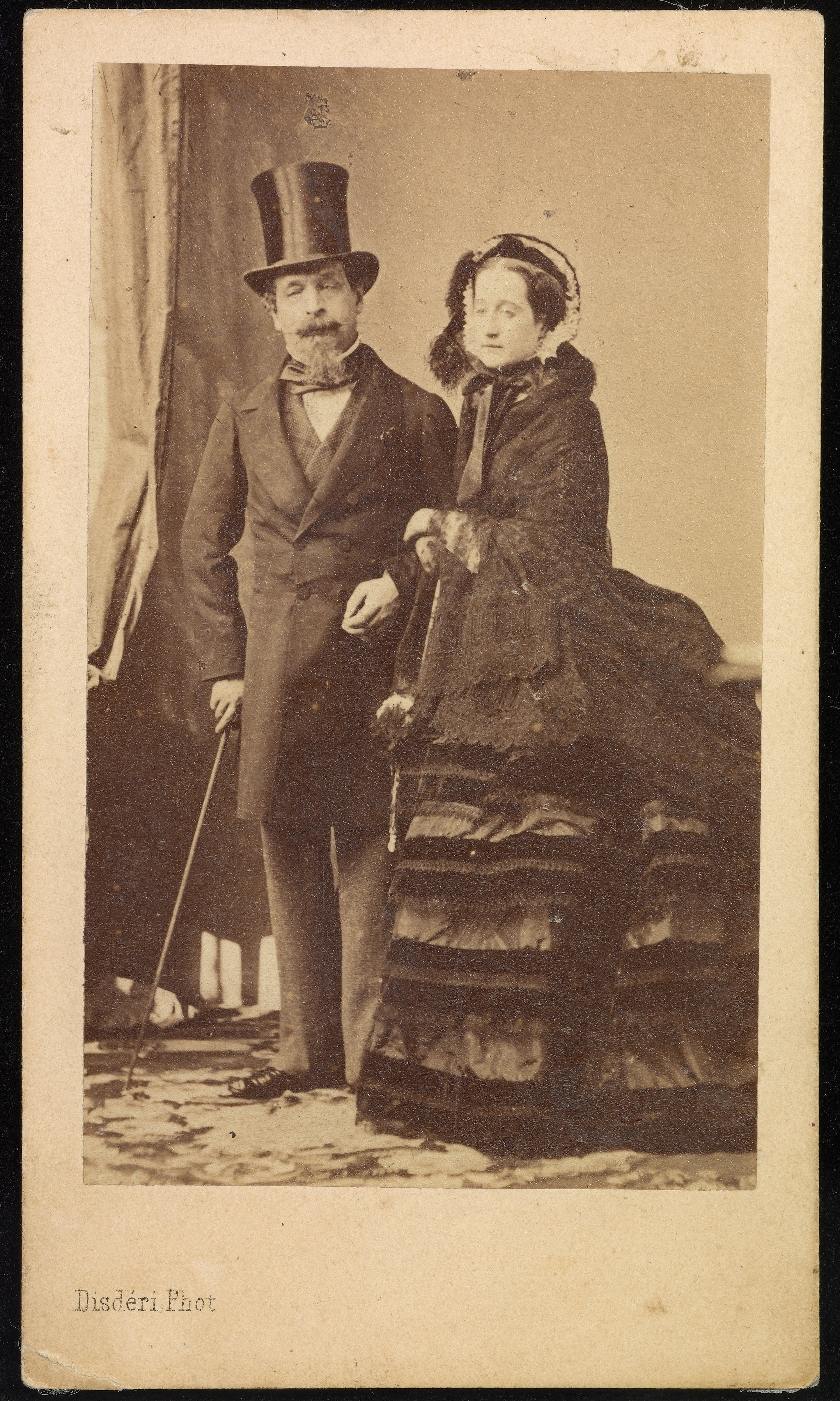
Наполеон III с супругой Евгенией (ок. 1870), Лос-Анджелес, Центр Гетти
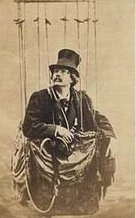
Визитная карточка Надара